# Rhynchocyclus
Rhynchocyclus (Breedbektirannen) is een geslacht van zangvogels uit de familie tirannen (Tyrannidae). De geslachtsnaam is in 1859 door de Duitse dierkundigen Jean Cabanis en Ferdinand Heine geldig beschreven. 

## Kenmerken
Het zijn zangvogels met een lengte van ongeveer 15 cm. Kenmerkend voor deze groep is de relatief grote kop en hun meestal olijfkleurige verenkleed. Een ander opvallend kenmerk is de brede snavel. Het zijn vogels van vochtig, natuurlijk bos. Ze maken peervormige nesten met een naar beneden gerichte ingang.

## Soorten
Het geslacht kent de volgende soorten:
- Rhynchocyclus aequinoctialis  – Westelijke groene breedbektiran
- Rhynchocyclus brevirostris  – Brilbreedbektiran
- Rhynchocyclus fulvipectus  – Bruine breedbektiran
- Rhynchocyclus olivaceus  – Oostelijke groene breedbektiran
- Rhynchocyclus pacificus  – Pacifische breedbektiran